# Río Paicaví
El río Paicaví es un curso de agua que fluye en la Región del Biobío, al sur de Cañete y al noroeste de Contulmo para desembocar sus aguas en el océano Pacífico. En su cuenca superior se le llama río Tucapel, luego, tras bordear por el oeste la ciudad de Cañete, se le llama río Peleco y en su cuenca inferior recibe el nombre de Paicaví.

## Trayecto
El Paicaví nace en la confluencia del estero Puyehue, emisario del lago Lanalhue y el lago Puyehue, y el río Peleco que drena toda la parte norte de su hoya. El río Tucapel, tras dejar atrás la ciudad de Cañete, pasa a llamarse río Peleco. Las aguas del río Paicaví, tranquilas y poco profundas, corren entre laderas quebradas y algo boscosas y su nivel es afectado por la marea, aunque hacia el interior son navegables por embarcaciones menores.
El Paicaví puede ser considerado como la cuenca inferior de un curso de agua cuya cuenca superior es el río Tucapel y su cuenca intermedia es el río Peleco.

## Caudales y régimen
El río Paicaví tiene un régimen pluvial con crecidas en invierno y disminución de caudal en verano. Es sensible a los cambios de mareas, aunque siempre en el interior es navegable por embarcaciones menores.

Curvas de variación estacional
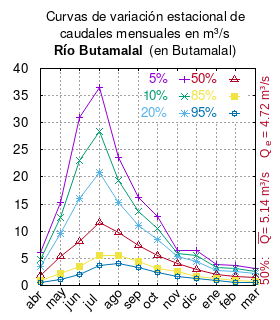
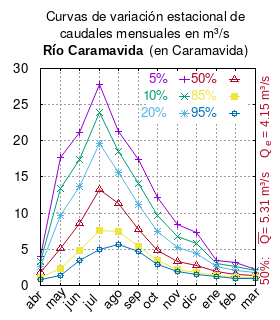

Los ríos Caramavida y Butamalal, que confluyen en Cayucupil, son afluentes del Paicaví a través del río Leiva.
El caudal del río (en un lugar fijo) varía en el tiempo, por lo que existen varias formas de representarlo. Una de ellas son las curvas de variación estacional que, tras largos periodos de mediciones, predicen estadísticamente el caudal mínimo que lleva el río con una probabilidad dada, llamada probabilidad de excedencia. La curva de color rojo ocre (con {\displaystyle {\color {Red}\vartriangle }}) muestra los caudales mensuales con probabilidad de excedencia de un 50%. Esto quiere decir que ese mes se han medido igual cantidad de caudales mayores que caudales menores a esa cantidad. Eso es la mediana (estadística), que se denota Qe, de la serie de caudales de ese mes. La media (estadística) es el promedio matemático de los caudales de ese mes y se denota {\displaystyle {\overline {Q}}}. 
Una vez calculados para cada mes, ambos valores son calculados para todo el año y pueden ser leídos en la columna vertical al lado derecho del diagrama. El significado de la probabilidad de excedencia del 5% es que, estadísticamente, el caudal es mayor solo una vez cada 20 años, el de 10% una vez cada 10 años, el de 20% una vez cada 5 años, el de 85% quince veces cada 16 años y la de 95% diecisiete veces cada 18 años. Dicho de otra forma, el 5% es el caudal de años extremadamente lluviosos, el 95% es el caudal de años extremadamente secos. De la estación de las crecidas puede deducirse si el caudal depende de las lluvias (mayo-julio) o del derretimiento de las nieves (septiembre-enero).

## Historia
Francisco Solano Asta-Buruaga y Cienfuegos  escribió en 1899 en su obra póstuma Diccionario Geográfico de la República de Chile sobre el río:
Paicaví.-—Río del departamento de Cañete. Procede del desagüe de la laguna de Lanalhue; corre hacia el S. desde la salida del extremo occidental de ella; tuerce al N. y luego al O., y va á desembocar en el Pacífico bajo los 37º 58' Lat., al cabo de 20 a 25 kilómetros de un curso algo tortuoso y lento. Poco mas abajo de su nacimiento recibe el río de Tucapel, que es mayor en volumen y extensión y que parece ser la principal de estas dos corrientes de agua. Su boca se halla obstruida por una barra somera que no permite el paso á ninguna embarcación de las pequeñas que pueden navegarlo en parte de su interior. Sus márgenes son un tanto quebradas y con espacios de terrenos cultivables y con algún arbolado. En la del lado norte, por donde se encuentra pasaje al sur, existió un fuerte que se denominaba plaza de Paicaví.
Tucapel (Río de).-—Corriente de agua del departamento de Cañete, que procede del declive occidental de la cordillera de Nahuelvuta por las inmediaciones al S. de las fuentes del río Lebu ó de su rama austral el Pilpilco. En su origen se forma este río de varios arroyos y corre corta extensión hacia el O. y después en su mayor parte al SO. hasta el concurso con el desagüe de la laguna de Ilicura ó Lanalhue, pocos kilómetros más al S. de donde recibe por su izquierda el río de Leiva ó de Cayucupil, perdiendo aquí su nombre por el de Paicaví. Es de moderado caudal y corto curso, con márgenes pobladas de árboles y vegetación menuda y riega un valle pintoresco y fértil que le dió su nombre y que era el del atrevido cacique Tucapel, que se hizo célebre por su bravura y arrojo, resistiendo á los primeros conquistadores. Este río se hace también notable porque en sus inmediaciones existieron la antigua Cañete y el fuerte antiguo de Tucapel y acaeció la muerte del primer gobernador Valdivia; véase Catiquichay.
A sus orillas se construyó el Fuerte de Paicaví y se realizó el Parlamento de Paicaví.